# Kim Bong-hwan
Kim Bong-hwan (* 4. Juli 1939) ist ein ehemaliger nordkoreanischer Fußballspieler. Mit der Nationalmannschaft der Demokratischen Volksrepublik Korea nahm er 1966 an der Fußball-Weltmeisterschaft 1966 in England teil; hier bestritt Kim Bong-hwan mit der Rückennummer „17“ das Gruppenspiel gegen Italien – gegen die Sowjetunion, Chile (jeweils Gruppenphase) und Portugal (Viertelfinale) wurde Kim Bong-hwan nicht eingesetzt. 1966 stand er bei Kikwancha Pyongyang unter Vertrag. In weiteren von der FIFA gelisteten Spielen kam der 167 Zentimeter große Angreifer nicht zum Einsatz.